# VIA C3

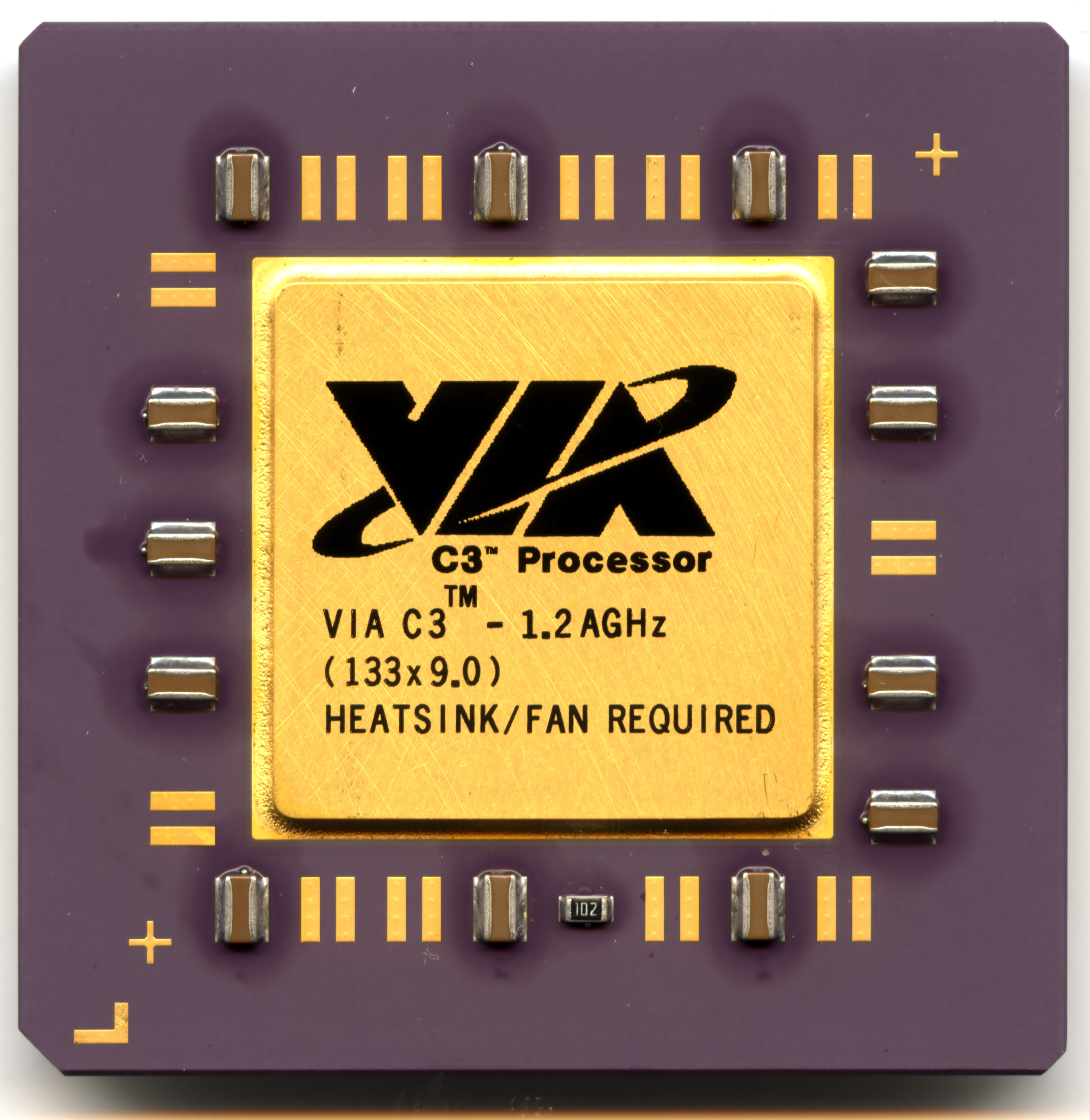
VIA C3 1,2 GHz (Nehemiah) Socket 370

VIA C3 – procesor platformy x86, produkowany przez firmę VIA Technologies.
Procesory VIA C3 charakteryzuje niskie zużycie energii oraz niska cena. Ich wydajność jest nieco niższa w porównaniu do produktów firm AMD i Intel taktowanych tą samą częstotliwością zegara. Procesor współpracuje z platformą Socket 370. Ze względu na niewielką ilość wydawanego ciepła, procesor stosowany głównie w notebookach, cienkich klientach, niehałaśliwych komputerach, serwerach w zastosowaniach z równoważeniem obciążenia.